# Aglaé (Charite)
Pour les articles homonymes, voir Aglaé.

Dans la mythologie grecque, Aglaé (en grec ancien Αγλαΐα / Aglaḯa, « éclat, beauté, parure ») est la plus jeune des trois Charites (Grâces). Elle est la beauté dans ce qu'elle a de plus éblouissant, la « splendeur ».

## Amour et descendance
Aglaé passe, selon Hésiode, pour l’épouse d’Héphaïstos à la place d’Aphrodite et aussi pour la messagère de cette dernière.
De ses amours avec Héphaïstos naissent quatre filles, les « jeunes Charites » : Philophrosyne, Euphème, Eukléia et Euthénia.

## Représentation
Elle apparait le plus souvent en compagnie de ses sœurs, comme l'une des trois Charites.
Elle est représentée sur une peinture à l'encaustique sur marbre du peintre grec Alexandre l'Athénien découverte à Herculanum, connue sous le nom Les joueuses d'osselets la représentant accroupie en compagnie d'Hilaera, debout, au-dessus d'elles Phœbé sœur d'Hilaera, essayant de raccommoder Niobé et Latone, 420 × 400 cm, musée archéologique national de Naples.

## Sources
- Pseudo-Apollodore, Bibliothèque [détail des éditions] [lire en ligne] (I, 3, 1).
- Hésiode, Théogonie [détail des éditions] [lire en ligne] (v. 909 et 945).
- Nonnos de Panopolis, Dionysiaques [détail des éditions] [lire en ligne] (XXXIII, 57).
- Pausanias, Description de la Grèce [détail des éditions] [lire en ligne] (IX, 35, 5).

### Pages connexes
- Charites

### Pages externes
- (en) Fiche descriptive et extraits de textes antiques à propos d'Aglaé sur le site Theoi.com.